# The White Buffalo
The White Buffalo, és un western americà dirigit per J. Lee Thompson, amb Charles Bronson, estrenat l'any 1977. Fracàs en l'estrena, difícilment visible durant anys, la pel·lícula ha esdevingut de culte.

## Argument
Wild Bill Hickok (Charles Bronson) té sovint un malson on un monstruós búfal blanc el persegueix en un paisatge nevat. En el mateix moment, un búfal blanc fa la seva aparició a Dakota i sembra la pànic en un poble Indi, matant el fill del cap Sioux Crazy Horse (Will Sampson) que busca llavors venjar-se. Per la seva banda, Hickok decideix trobar el monstre amb la finalitat de treure de la seva ment la por i el terror que el rosega. Amb l'ajuda d'un vell amic traper (Jack Warden), Hickok es llança a la persecució de l'animal i es creuarà en el seu camí amb una vasta galeria de personatges, grotescs, sòrdids i perillosos…

## Repartiment
- Charles Bronson: Wild Bill Hickok (James Otis)
- Jack Warden: Charlie Zane
- Will Sampson: Crazy Horse / Worm
- Clint Walker: Jack Kileen
- Slim Pickens: Abel Pickney
- Stuart Whitman: Winifred Coxy
- Kim Novak: Poker Jenny Schermerhorn
- John Carradine: Amos Briggs
- Shay Duffin: Barman
- Cara Williams: Cassie Ollinger
- Douglas Fowley: Amos Bixby
- Clifford A. Pellow: Pete Holt
- Ed Lauter: Tom Custer
- Martin Kove: Jack McCall
- Eve Brent: Frieda

## Al voltant de la pel·lícula
- Greu fracàs comercial a la seva estrena, es tracta de l'últim Western que va rodar Charles Bronson.
- Pocs westerns tenen lloc a la neu. Aquest canvi climàtic s'emparenta sovint a un canvi de codis. Anotem el western ascètic d'André de Toth: El dia del proscrit (1959), així com El gran silenci de Sergio Corbucci (1968).
- Encara que difícilment disponible en el seu país d'origen, la pel·lícula ha esdevingut de culte als Estats Units.
- L'escena on Hickok descobreix l'acumulació de les pells de búfal recorda certs passatges de Dead Man de Jim Jarmush (1995). Un altre exemple on l'extermini dels búfals esdevé una metàfora del genocidi dels Indis.
- Charles Bronson, 55 anys en el moment del rodatge, interpreta Wild Bill Hickok. Llegenda de l'Oest morta d'un tret a la nuca a l'edat de… 39 anys.
- La pel·lícula s'inspira clarament en Moby Dick de Herman Melville.
- Després de King Kong, Orca, la balena assassina, The White Buffalo clou la trilogia de pel·lícules de monstres del productor Dino De Laurentiis.